# Мария Палеологина (княгиня на Верея)
Мария Палеологина (на гръцки: Μαρία Παλαιολογίνα, на руски: Мария Андреевна Палеологина, починала през 1505 г.) според руски източници е дъщеря на Андрей Палеолог и племенница на великата московска княгиня София Палеологина, съпругата на Иван III.
Мария се споменава единствено в руските летописи, поради което историческата достоверност на историята и съществуването ѝ остават непотвърдени; липсата на информация за каквито и да е деца на Андрей Палеолог в западните източници често се разглежда като доказателство, че той е бил бездетен. Според руските хроники Мария се омъжва за руския благородник Василий Михайлович Удалой, княз на Верея, около 1480 г., но двамата бягат в Литва през 1483 г. поради инцидент с бижутата на Мария Тверская, първата съпруга на великия княз Иван III.

## История
Мария Палеологина е описана в руски източници, например в почти съвременната ѝ Софийска хроника, като дъщеря на Андрей Палеолог, който според съвременните историци не е оставила потомци. Андрей Палеолог е син на Тома Палеолог и племенник на Константин XI Палеолог, последния византийски император. След падането на Византийската империя през 1453 г. и превземането на Княжество Морея от турците през 1460 г., Тома и семейството му бягат в изгнание. От 1465 до 1502 г. Андрей Палеолог живее в Рим, осигурен от папството, а от 1483 г. нататък претендира, че е законният византийски император.
Според руски източници около 1480 г. Мария е била омъжена за руския благородник Василий Михайлович Удалой, княз на Верея, като бракът им е уреден от нейната леля София Палеологина, сестра на Андрей Палеолог, след едно посещение на брат ѝ в Русия през 1480 г. София била съпруга на великия московски княз Иван III и едно от най-влиятелните лица в Русия по това време. Мария обаче не се споменава в нито един западен източник. Твърденията за нейното съществуване и родословие стават известни на западната наука през 1887 г. благодарение на полския историк и генеалог Адам Бониецки, а след това и на френския историк и генеалог Никола дьо Баумгартен през 1934 г., като и двамата се позовават на по-старите руски летописи. Оттогава съществъват противоположни мнения относно признаването на историческата достоверност на личността ѝ. В своята биография на Иван III от 1961 г. британският историк Джон Листър Илингуърт Фенел приема съществуването на Мария без коментар, но през 1992 г. британският историк Доналд Никол пише, че руските източници приписват на Андрей Палеолог дъщеря с това име, иначе непознато в западните източници.

### Скъпоценностите на Мария Тверская
В руските хроники се разказва, че през 1483 г. Мария и Василий Удалой са били замесени в скандал. На 10 октомври 1483 г. Иван III пожелал да почете раждането на своя внук Дмитрий Иванович, като подари бижута и скъпоценни камъни, или вероятно огърлица, на майка му Елена Молдавска. Първоначално бижутата били част от зестрата на Мария Тверская – първата съпруга на Иван III, който по-късно ги поверил на София. Когато Иван III поискал от София да ги предаде, тя не могла да го направи. Оказало се, че великата княгиня пропиляла голяма част от съкровището на Иван, давайки част от него на брат си Андрей, а друга част, включително скъпоценностите, дала като зестра на Мария за брака ѝ с Василий. Ядосан, Иван III решава да не наказва София, а вместо това да потърси сметка на Василий, чието единствено престъпление било, че е приел подаръците на княгинята. Иван изпраща агенти във Верея, за да приберат скъпоценностите и да заловят Василий и Мария, заплашвайки ги със затвор. Въпреки че София симпатизирала на племенницата си и съпруга ѝ, Василий не бил уверен в способността на великата княгиня да повлияе на съпруга си и избягал със съпругата си в Литва, въпреки че скъпоценностите на Мария Тверская били оставени и успешно конфискувани от агентите на Иван III. Според Джон Листър Илингуърт Фенел в този инцидент вероятно има нещо повече от това, което се твърди в хрониките, като се има предвид, че е малко вероятно Василий и Мария да са стигнали толкова далеч, че да избягат от страната и да се лишат от наследство поради толкова тривиална грешка, като погрешно раздадените бижутата на Мария Тверская.
През януари 1493 г. София Палеологина успява да получи разрешение от Иван III за завръщането на Василий и Мария в Русия, но не и разрешение Василий да бъде възстановен във владение на земите си във Верея. Недоволен, Василий отговорил, искайки земя и обещавайки да върне вещите от съкровищницата на Иван, дадени им от София, заедно със скъпоценностите, които той и Мария били взели със себе си в Литва. През август 1495 г. съобщение от московския двор изисквало Василий да предостави списък на ценностите, които притежава, след което не се съобщава за друга комуникация между двете страни. Смействоро така и не се завърнало в Русия. Смята се, че Мария е починала през 1505 г. Според Адам Бониецки, тя и Василий имали дъщеря, София Верейская, която наследила богатствата на Василий Удалой и през 1506 г. се омъжила за литовския магнат Албрехт Гащоут.

### Цитирана литература
- ((pl)) Boniecki, Adam (1887). Poczet rodów w Wielkiem Ksistwie Litewskiém w XV i XVI wieku. Warsaw: Orodek Kultury Polskiej nad Renem, https://archive.org/details/poczetrodwwwie00boniuoft/page/366/mode/2up
- Fennell, John Lister Illingworth (1961). Ivan the Great of Moscow. New York: St. Martin's Press, OCLC 926765400
- ((en)) Harris, Jonathan (1995). A Worthless Prince? Andreas Palaeologus in Rome, 1465–1502. – Orientalia Christiana Periodica, 61,  537–554, https://www.academia.edu/9864507
- Mallat, Peter (1985). A Famous 'Emperor in Exile': Thomas Palaiologos and His Descendants. – The Genealogist, 6,  141–147, https://fmg.ac/library/867-a-famous-emperor-in-exile-thomas-palaiologos-and-his-descendants
- Nicol, Donald M. (1992). The Immortal Emperor: The Life and Legend of Constantine Palaiologos, Last Emperor of the Romans. Cambridge: Cambridge University Press, ISBN 978-0-511-58369-8
- ((de)) Trapp, Erich; Beyer, Hans-Veit; Walther, Rainer et al. (1976–1996). Prosopographisches Lexikon der Palaiologenzeit. Wien: Verlag der Österreichischen Akademie der Wissenschaften, ISBN 3-7001-3003-1
- ((fr)) Zakythinos, D. A. (1932). Le despotat grec de Morée, Tome 1: Histoire politique. Paris: Société d'édition "Les Belles Lettres", OCLC 1001644255

|  | Тази страница частично или изцяло представлява превод на страницата Maria Palaiologina (Princess of Vereya) в Уикипедия на английски. Оригиналният текст, както и този превод, са защитени от Лиценза „Криейтив Комънс – Признание – Споделяне на споделеното“, а за съдържание, създадено преди юни 2009 година – от Лиценза за свободна документация на ГНУ. Прегледайте [[:en:Special:PageHistory/ Maria Palaiologina (Princess of Vereya)\|историята на редакциите]] на оригиналната страница, както и на преводната страница, за да видите списъка на съавторите. ВАЖНО: Този шаблон се отнася единствено до авторските права върху съдържанието на статията. Добавянето му не отменя изискването да се посочват конкретни източници на твърденията, които да бъдат благонадеждни. |